# Mariapolder (Biervliet)
De Mariapolder is een polder ten zuiden van Biervliet, behorende tot de Polders rond Biervliet, in de Nederlandse provincie Zeeland.
De Mariapolder werd ingedijkt in 1666 en heeft een oppervlakte van 32 ha. Door de polder loopt het Uitwateringskanaal Nol Zeven.